# Amphotéros (officier)
Pour les articles homonymes, voir Amphotéros.
Amphotéros ou Amphotère (en grec ancien Ἀμφοτερός / Amphotéros), frère de Cratère, est un officier d'Alexandre le Grand. Il commande avec Hégélochos la flotte macédonienne en mer Égée en 333 av. J.-C.

## Biographie
Originaire d'Orestide, Amphotéros est le frère de Cratère. Aucune source ne stipule s'il est son frère aîné ou cadet. Le fait qu'Alexandre lui confie des missions délicates suggère qu'il est un homme d'une certaine expérience. Pendant l'hiver 334-333, il est envoyé par Alexandre à Gordion avec pour ordre de faire arrêter Alexandre le Lynceste, accusé de trahison. Au printemps 333, il est désigné navarque de la flotte de mer Égée, avec pour adjoint Hégélochos, afin de faire face à la flotte perse conduite par Pharnabaze. Il voyage déguisé en indigène afin de ne pas être reconnu, accompagné de guides originaires de Pergé en Pamphylie. Il parvient à reprendre Ténédos, Chios, Mytilène et Cos, cette dernière étant reprise par une force comprenant 30 navires. 
Les deux amiraux rejoignent en 331 Alexandre en Égypte, d'où, selon Arrien, Amphotéros est envoyé dans le Péloponnèse afin de faire face à la révolte d'Agis III. Quinte-Curce affirme lui qu'Amphotéros a été envoyé libérer la Crète, alors bloquée par les Perses, et qu'il est parti non depuis l'Égypte mais au moment où Alexandre fait son retour à Tyr. Bien que le point de départ de l'expédition soit confus, les deux auteurs peuvent se référer à une expédition
contre la Crète, puisque la Crète est parfois incluse dans le Péloponnèse comme chez Strabon. Le sort d'Amphotéros après ces événements est inconnu. Il est possible qu'il soit resté au service d'Antipater en Macédoine, à moins qu'un accident en mer ne soit survenu.

## Sources antiques
- Arrien, Anabase [lire en ligne].
- Quinte-Curce, L'Histoire d'Alexandre le Grand [lire en ligne].